# 이창희 (1980년)
이창희(1980년 4월 21일 ~ )은 대한민국의 가수이자 뮤지컬배우이다.

## 학력
- 공주영상대학

## 출연 작품

### 앨범
- 《2집 Reincarnation》 - O.P.P.A 2집 (2000년 3월 24일)

### 뮤지컬
- 《그리스》 - 소니 역 (동숭아트센터 동숭홀, 2006년 12월 30일 ~ 2007년 3월 4일)
- 《그리스》 - 로저 역 (유니버설아트센터, 2007년 6월 7일 ~ 2007년 7월 8일)
- 《그리스》 - 로저 역 (호암아트홀, 2007년 7월 20일 ~ 2007년 9월 9일)
- 《그리스》 - 로저 역 (대구시민회관 그랜드콘서트홀 대공연장, 2007년 9월 22일 ~ 2007년 9월 23일)
- 《김종욱 찾기》 - 김종욱 & 첫사랑 역 (예술마당 1관, 2007년 10월 23일 ~ 2013년 2월 17일)
- 《알타보이즈》 - 루크 역 (대학로 문화공간 필링1관, 2007년 12월 15일 ~ 2008년 3월 2일)
- 《젊음의 행진》 - 교생 역 (한전아트센터, 2008년 11월 7일 ~ 2008년 12월 31일)
- 《피버나잇 시즌2 - 전아민의 M살롱》 - 더 스테이지 역 (2009년 4월 6일 ~ 2009년 10월 8일)
- 《궁》 - 이율 역 (국립중앙박물관 극장 용, 2010년 9월 8일 ~ 2010년 10월 24일)
- 《뮤지컬 김종욱 찾기 - 용인》 - 김종욱 역 (용인시 여성회관 큰어울마당, 2010년 11월 6일 ~ 2010년 11월 7일)
- 《궁 - 전주》 - 이율 역 (한국소리문화의전당 모악당, 2010년 12월 4일 ~ 2010년 12월 5일)
- 《궁 - 대구》 - 이율 역 (천마아트센터 그랜드홀, 2010년 12월 11일 ~ 2012년 12월 12일)
- 《궁 - 대전》 - 이율 역 (충남대학교 정심화국제문화회관 정심화홀, 2010년 12월 18일 ~ 2010년 12월 19일)
- 《궁 - 수원》 - 이율 역 (경기도문화의전당 행복한대극장, 2010년 12월 25일 ~ 2010년12월26일)
- 《그리스》 - 케니키 역 (한전아트센터, 2011년 4월 8일 ~ 2011년 6월 12일)
- 《그리스》 - 케니키 역 (서울 올림픽공원 우리금융아트홀, 2011년 6월 30일 ~ 2011년 8월 28일)
- 《쉬 러브즈 미》 - 코달리 역 (대학로 SH아트홀, 2011년 11월 10일 ~ 2012년 1월 29일)
- 《미남이시네요》 - 황태경 역 (세종문화회관 M씨어터, 2012년 8월 7일 ~ 2012년 9월 9일)
- 《뿌리 깊은 나무》 강채윤 역 (국립중앙박물관 극장 용, 2012년 10월 6일 ~ 2012년 10월 31일)
- 《광화문연가》 (오사카, 2012년 11월 10일 ~ 2012년 12월 2일)
- 《광화문연가》 - 과거 상훈 역 (도쿄, 2013년 1월 1일 ~ 2013년 1월 26일)
- 《헤이, 자나!》 - 스티브 역 (코엑스아티움 현대아트홀, 2013년 7월 9일 ~ 2013년 8월 18일)
- 《고스트》 - 칼 브루너 역 (디큐브아트센터, 2013년 11월 24일 ~ 2014년 6월 29일)

### 방송
- MBC 《내 품에 라바와 친구들》 - 뮤짱 역
- tvN 《내성적인 보스》 (특별 출연)